# Salvador Borrego
Pour les articles homonymes, voir Borrego et Escalante.
Salvador Borrego Escalante, né le 24 avril 1915 à Mexico et mort le 8 janvier 2018 dans la même ville, est militant néonazi et essayiste négationniste mexicain.
Principalement connu pour Derrota Mundial (« Défaite mondiale »), publié en 1953, il est considéré comme l'un des premiers représentants, avec Joaquín Bochaca, du négationnisme dans le monde hispanique.

## Biographie
Il commence à soutenir le nazisme avant la Seconde Guerre mondiale.
Salvador Borrego écrit plusieurs livres, parmi lesquels Derrota Mundial (Une défaite mondiale), publié en 1953 et où il affirme que la défaite d'Adolf Hitler et de l'Allemagne nazie a été une défaite pour le monde entier parce que les nazis se battaient contre ce qu'ils croyaient être un mal juif international, et contre leur dessein de dominer l'économie mondiale avec le capitalisme et le communisme. Dans América Peligra (L’Amérique en danger), publié en 1964, il met l’accent sur ce qui, à son point de vue, est une cabale, une conspiration internationale juive et tente de présenter ce qu’il estime le véritable déroulement des événements historiques au Mexique et en Amérique latine.
En 1996, la police catalane ferme une librairie dirigée par Pedro Varela, et confisque un grand nombre de livres et de publications nazis, y compris ceux de Salvador Borrego. Varela est arrêté, mais la librairie est rouverte quelques mois plus tard. Salvador Borrego Escalante fête ses 100 ans le 24 avril 2015 ; il est alors considéré comme le plus vieux journaliste mexicain en vie. En mai de la même année, un hommage lui est rendu à l'occasion du 1er Congreso Internacional Identitario à Guadalajara, en présence notamment de David Duke, Michèle Renouf (en), Mark Weber (en) et Ernst Zündel.
Il meurt à l'âge de 102 ans en 2018.

## Œuvres
- Periodismo Trascendente (1951)
- Derrota Mundial (1953)
- América Peligra (1964)
- Infiltración Mundial (1968)
- México Futuro (1972)
- Batallas Metafísicas (1976)
- Juventud 1977-2006 (1977)
- Inflación Empobrecedora. Deflación Empobrecedora. Tenazas del Supracapitalismo (1980)
- Metas Políticas (1983)
- Arma Económica (1984)
- Cómo García Valseca Fundó y Perdió 37 Periódicos y Cómo Eugenio Garza Sada Trató de Rescatarlos y Perdió la Vida (1984)
- ¿Qué pasa con EE. UU.? (1985)
- Dogmas y Crisis (1985)
- Pueblos Cautivos (1987)
- Años Decisivos: 1993-2003 (1988)
- Acción Gradual (1989)
- Soy la Revolución Neoliberalizada (1989)
- Diálogos (1990)
- Yatrogenia: Daño causado por el médico (1991)
- Psicología-Guerra y la Nueva Era 2000 (1994)
- Reflexiones: 38 Voces del Sentido Común (1994)
- Neoliberalismo: Lo que es realmente (1995)
- Economía Destructora (1995)
- Un Posible Fin de la Crisis (1997)
- Panorama (1998)
- La Cruz y la Espada (1998)
- Disolución Social (2000)
- 2001-2006. Lo que se Puede Esperar (2000)
- Waffen SS: ¿Criminales o Soldados? (2001)
- Energía en Movimiento es Acción (2001)
- A dónde nos quieren llevar (2002)
- Imperialismo y Teología (2003)
- Luftwaffe (2004)
- Guerra submarina (2003)
- Desilusión traumática (2004)
- Democracia asfixiante (2005)
- Semblanza. Pintor, Soldado, Fuehrer (2005)
- Calderón: 2006-2012. Lo que se puede esperar (2006)
- Globalización (2007)
- Revolución en Marcha (2009)
- Alemania Pudo Vencer (2009)
- México Traicionado (2008)
- La Cúpula Gubernamental Va Haciendo Trizas a México (2010)
- Síntesis (2010)
- México en Guerra Ajena (2011)
- Desorden Mundial Económico y Moral (2011)
- III Guerra Mundial con Distintos Medios (2012)